# دیر کریک (مینه‌سوتا)
دیر کریک، مینه‌سوتا (به انگلیسی: Deer Creek, Minnesota) یک شهر در ایالات متحده آمریکا است که در مینه‌سوتا واقع شده‌است.

## خصوصیات
دیر کریک ۱۰٫۴۴ کیلومترمربع مساحت و ۳۲۲ نفر جمعیت دارد و ۴۲۵ متر بالاتر از سطح دریا واقع شده‌است.